# Ōtomo no Tabito
Ōtomo no Tabito (jap. 大伴 旅人; ur. 665, zm. 31 sierpnia 731 w Narze) – japoński dowódca wojskowy i poeta okresu Nara.
Pochodził z wpływowego i potężnego politycznie rodu Ōtomo, którego szczyt potęgi przypadł na VI i VII wiek; za życia Ōtomo no Tabito najważniejszym politycznie rodem byli Fujiwarowie, a on sam został wysłany na prowincję. W 720 stłumił bunt ludu Hayato na Kiusiu i został mianowany gubernatorem generalnym Dazaifu, które było kwaterą główną sił japońskich na tej wyspie. Zgromadził tam wokół siebie znaczącą grupę poetów, którzy odbywali, na wzór poetów chińskich, spotkania poetyckie poświęcone bankietom i tworzeniu wierszy. Wpływy chińskie, silne na Kiusiu będącym podówczas japońską „bramą do Chin”, są bardzo wyraźnie widoczne w poezji Ōtomo no Tabito. Jego rozczarowanie życiem politycznym odbijało się w jego wierszach, w których np. chwali sake jako dużo lepszego towarzysza niż ludzie. Nawiązuje w nich zarówno do myśli buddyjskiej, jak i taoistycznej, w tym do postaci Siedmiu Mędrców z Bambusowego Gaju. Wiersze chwalące życie doczesne, wobec niewiedzy na temat świata po śmierci, są nawiązaniem do twórczości Tang Yuanminga, ale widoczna w poezji wynoszącej alkohol ponad ludzi złość i frustracja są ewidentnie wyrazem osobistych uczuć Ōtomo.
Nowe formy poetyckie, przeznaczone raczej do czytania niż do recytacji i słuchania, będące połączeniem form chińskich i japońskich, były szczególnym osiągnięciem poetów z Kiusiu, zwłaszcza Ōtomo no Tabito i Yamanoue no Okury. Ich zadanie ułatwiły nie tylko dość silne wpływy chińskie (poprzez Koreę) na Kiusiu, ale także znacząca izolacja tej grupy twórców od przemożnego wpływu poezji dworu cesarskiego. Wiersze japońskie Ōtomo znajdują się w zbiorze Man’yōshū, a chińskie w Kaifūsō.
Gubernatorską funkcję pełnił do 730 roku, kiedy powrócił do Nary, gdzie otrzymał niezwykle wysoką jak dla żołnierza drugą rangę dworską. Zmarł w wieku 66 lat; po jego śmierci Ōtomo no Sakanoue no Iratsume podtrzymała poetyckie tradycje rodu Ōtomo (a także pełniła de facto funkcję głowy rodu), do czasu gdy syn Ōtomo no Tabito, wybitny poeta Ōtomo no Yakamochi osiągnął pełnoletniość.